# VideoGame
A VideoGame foi uma revista brasileira sobre jogos eletrônicos, da Editora Sigla. Considerada pioneira no mercado nacional, a primeira edição foi publicada em março de 1991, enquanto que seu encerramento ocorreu em julho de 1996, totalizando 63 edições.